# Legend of Himiko
Legend of Himiko (яп. 火魅子伝 Химикодэн, Легенда о Химико) — аниме-сериал, манга и игра для PlayStation, выход всех трёх состоялся в 1999 году.
Игра для PlayStation была выпущена компанией
Hakuhodo в Японии 11 марта 1999 года. Манга
авторства Ито Огурэ была выпущена издательством
Kadokawa Shoten в 1999 году, и была лицензирована на территории Франции
издательством Panini Comics и Германии компанией Planet Manga.
Аниме-сериал был выпущен студией Group TAC и транслировался по телеканалу TV Tokyo с 7 января по 1 мая 1999 года. Сюжет сериала основан на геймплее игры, хотя сам вышел раньше игры на несколько месяцев.

## Сюжет
Легенда о Химико основана на старинной японской сказке, описанной в китайских хрониках Сань-го чжи. Народ Яматая находится под угрозой со стороны королевства Кунэ
(вероятно, народ Кунэкоку). При попытке предотвратить вторжение, королевство Яматай выбирает новую королеву, избранную таинственным пламенем Боккой.
Но, чтобы не дать им избрать новую королеву, армия Кунэ нападает на королевство Яматай, во время нападения шесть кандидаток на трон исчезают. Захватчики швыряют младенца в волшебное пламя и она переносится в будущее, где её находит Масахико Кутани в археологических раскопках и дает ей имя Химико, что значит «Дитя Пламени».
В недалёком будущем Химико и Кутани посещают вместе школу. Но когда они находятся рядом с археологическими находками, Химико находит кулон, нечаянно активирует его и попадает в древнюю Японию, где их находит Имари, одна из кандидаток на трон. Это произошло через три года после того, как армия Кунэ напала на страну.
Позже Химико и Кутани узнают от Бокки, что они тоже являются кандидатками на трон и теперь все шесть кандидаток вместе, и им предстоит сражаться вместе с Сикарой — генерал—губернатором Яматая и Кун До — сыном короля за свободу королевства Яматай.

## Роли озвучивали
- Томокадзу Сэки — Масахико Кутани
- Цубаса Отомия — Химико Хииэдзима
- Оми Минами — Кё
- Юко Мидзутани — Ииари
- Акико Хирамацу — Сино
- Юми Такада — Сэйка
- Ацуко Танака — Фудзина
- Эцуко Кодзакура — Тадаии
- Кёко Хиками — Коран
- Тияко Сибахара — Киёиидзу
- Тосиюки Морикава — Сигара
- Кодзи Исии — Ига
- Гара Такасима — Тэммоку
- Тиэ Накамура — Сёхи

## Список серий
1. The Sacred Fire
2. The Fountain of Darkness
3. Jaki, The Night Chasers
4. The Hideaway Village
5. Heavenly Spirit
6. The Pendant
7. The Seiseito Metropolis
8. The Albatross
9. The Burning Fortress
10. Guardians of Fire
11. Biwa Island
12. The Seven-Bladed Sword